# الكتاب الرسمي في أصول القطط
الكتاب الرسمي في أصول القطط (بالفرنسية: Livre Officiel des Origines Félines)‏
 (LOOF)، هي إدارة لتسجيل القطط المولودة في فرنسا.
وتسجل 32,000 نسبا في المتوسط سنويا من أكثر من 6,000 مربٍ وفرد حسب بيانات 2014.
الاتحاد يعزز أيضا سلالة القطط الأصيلة في فرنسا، ويهتم بإدارة معايير القطط، إدارة معارض القطط والتحقق من المؤهلات التي تسدى للقطط. كما تنظم بالتعاون مع الجمعية الفرنسية لمنظمات القطط وUMES CCAD لتدريب المربين ومربي القط في المستقبل.